# David Leitch
David Leitch (Kohler, 7 december 1970) is een Amerikaans filmregisseur, producent, acteur en voormalig stuntman.
Leitch maakte zijn regiedebuut met de actiefilm John Wick uit 2014 met Chad Stahelski, hoewel alleen Stahelski werd gecrediteerd. Vervolgens regisseerde hij de spionagefilm Atomic Blonde uit 2017 en de superheldenfilm Deadpool 2 uit 2018, het vervolg van Deadpool uit 2016. In 2019 regisseerde hij Fast & Furious: Hobbs & Shaw, een spin-off van The Fast and the Furious franchise.
Als stuntman was Leitch vijfmaal de stuntdubbel voor Brad Pitt en tweemaal voor Jean-Claude Van Damme. Hij heeft samen met zijn stuntteam twee prijzen gewonnen voor de film The Bourne Ultimatum bij de Screen Actors Guild Awards. Hij acteerde en schreef het scenario van de film Confessions of a Action Star uit 2005, een parodie op de actiefilms. Leitch heeft samen met Chad Stahelski in 1997 het production designbedrijf 87Eleven opgericht. In 2009 was hij samen met Stahelski de regisseurs van de second-unit en stuntcoördinatoren voor de film Ninja Assassin.

## Filmografie

### Regisseur
| Jaar | Titel                        | Opmerkingen                                       |
| ---- | ---------------------------- | ------------------------------------------------- |
| 2014 | John Wick                    | met Chad Stahelski, niet genoemd als co-regisseur |
| 2017 | Atomic Blonde                |                                                   |
| 2018 | Deadpool 2                   |                                                   |
| 2019 | Fast & Furious: Hobbs & Shaw |                                                   |
| 2022 | Bullet Train                 |                                                   |
| 2024 | The Fall Guy                 |                                                   |

### Producent
| Jaar | Titel                             | Opmerkingen          |
| ---- | --------------------------------- | -------------------- |
| 2014 | John Wick                         |                      |
| 2017 | John Wick: Chapter 2              | uitvoerend producent |
| 2019 | John Wick: Chapter 3 – Parabellum | uitvoerend producent |
| 2021 | Nobody                            |                      |
| 2021 | Kate                              | uitvoerend producent |
| 2022 | Bullet Train                      |                      |
| 2022 | Violent Night                     |                      |
| 2025 | Nobody 2                          |                      |

### Scenarist
| Jaar | Titel                         | Opmerkingen |
| ---- | ----------------------------- | ----------- |
| 2005 | Confessions of an Action Star |             |

### Acteur
| Jaar | Titel                         | Rol                                |
| ---- | ----------------------------- | ---------------------------------- |
| 2000 | Yup Yup Man                   | Blaze                              |
| 2001 | Ocean's Eleven                | bewaker                            |
| 2001 | The Order                     | rechercheur Mike Moran             |
| 2002 | Nine Lives                    | Paul                               |
| 2003 | In Hell                       | Paul                               |
| 2005 | Confessions of an Action Star | Frank Sledge                       |
| 2005 | The Dukes of Hazzard          | Puncher                            |
| 2005 | V for Vendetta                | Convenience Store V                |
| 2009 | Ninja Assassin                | Europol portier                    |
| 2010 | The King of Fighters          | Terry Bogard                       |
| 2011 | The Mechanic                  | Sebastian                          |
| 2012 | The Bourne Legary             | bestuurder                         |
| 2013 | Escape Plan                   | tweede luitenant                   |
| 2018 | Deadpool 2                    | Juggernaut (alleen motion capture) |
| 2018 | Blood, Sweat and Terros       | John Fetcher                       |
| 2019 | Fast & Furious: Hobbs & Shaw  | Eteon helikopterpiloot             |

### Stuntman
| Jaar | Titel                                    | Opmerkingen                                 |
| ---- | ---------------------------------------- | ------------------------------------------- |
| 1997 | Perfect Targat                           |                                             |
| 1997 | Orgazmo                                  |                                             |
| 1998 | Almost Heroes                            |                                             |
| 1998 | BASEketball                              |                                             |
| 1998 | Blade                                    |                                             |
| 1999 | Out in Fifty                             |                                             |
| 1999 | Fight Club                               | stuntdubbel Brad Pitt                       |
| 2000 | Big Momma's House                        |                                             |
| 2000 | Preston Tylk                             |                                             |
| 2000 | Yup Yup Man                              | stuntcoördinator                            |
| 2000 | Men of Honor                             |                                             |
| 2001 | The Mexican                              |                                             |
| 2001 | One Night at McCool's                    |                                             |
| 2001 | The Substitute: Failure Is Not an Option |                                             |
| 2001 | Replicant                                | stuntdubbel Jean-Claude Van Damme           |
| 2001 | The Score                                | stuntcoördinator                            |
| 2001 | Ghosts of Mars                           |                                             |
| 2001 | Corky Romano                             |                                             |
| 2001 | Spy Game                                 | stuntdubbel Brad Pitt                       |
| 2001 | Ocean's Eleven                           | stuntdubbel Brad Pitt                       |
| 2001 | The Order                                | stuntdubbel Jean-Claude Van Damme           |
| 2002 | Serving Sara                             |                                             |
| 2003 | Daredevil                                |                                             |
| 2003 | The Matrix Reloaded                      |                                             |
| 2003 | In Hell                                  | stuntcoördinator                            |
| 2003 | Seabiscuit                               |                                             |
| 2003 | S.W.A.T.                                 |                                             |
| 2003 | The Matrix Revolutions                   |                                             |
| 2003 | Stuck on You                             |                                             |
| 2004 | In Enemy Hands                           |                                             |
| 2004 | Van Helsing                              |                                             |
| 2004 | Troy                                     | stuntdubbel Brad Pitt                       |
| 2005 | Constantine                              |                                             |
| 2005 | xXx: State of the Union                  |                                             |
| 2005 | Mr. & Mrs. Smith                         | stuntdubbel Brad Pitt                       |
| 2005 | The Dukes of Hazzard                     | assistent vechtcoördinator                  |
| 2005 | Serenity                                 |                                             |
| 2005 | V for Vendetta                           |                                             |
| 2006 | Underworld: Evolution                    |                                             |
| 2006 | When a Stranger Calls                    |                                             |
| 2006 | Beerfest                                 |                                             |
| 2006 | 300                                      |                                             |
| 2007 | Next                                     |                                             |
| 2007 | The Bourne Ultimatum                     |                                             |
| 2007 | The Invassion                            |                                             |
| 2007 | Balls of Fury                            |                                             |
| 2007 | The Gene Generation                      |                                             |
| 2007 | Mama's Boy                               | stuntcoördinator                            |
| 2008 | Jumper                                   |                                             |
| 2008 | Speed Racer                              | stuntcoördinator                            |
| 2008 | The Midnight Meat Train                  | stuntcoördinator                            |
| 2008 | Bangkok Dangerous                        | stunt-vechtcoördinator                      |
| 2009 | X-Men Origins: Wolverine                 | actiecoördinator                            |
| 2009 | Angels & Demons                          |                                             |
| 2009 | The Hangover                             |                                             |
| 2009 | Ninja Assassin                           | stuntcoördinator                            |
| 2010 | The King of Fighters                     | stuntcoördinator                            |
| 2010 | Tron: Legacy                             | stuntcoördinator                            |
| 2011 | The Machanic                             | vechtontwerper                              |
| 2011 | Conan the Barbarian                      | stuntcoördinator                            |
| 2011 | In Time                                  | stuntcoördinator                            |
| 2012 | the Bourne Legacy                        |                                             |
| 2013 | Movie 43                                 | stuntcoördinator / segment "Happy Birthday" |
| 2013 | Hansel and Gretel: Witch Hunters         | stuntcoördinator                            |
| 2014 | Teenage Mutant Ninja Turtles             | stuntcoördinator                            |
| 2015 | Jupiter Ascending                        | stuntcoördinator                            |
| 2015 | Hitman: Agent 47                         | actiechoreograaf                            |

## Televisie

### Acteur
| Jaar | Titel                            | Rol          | Opmerkingen    |
| ---- | -------------------------------- | ------------ | -------------- |
| 1998 | Martial Law                      | David Hasbro | 4 afleveringen |
| 2000 | Power Rangers: Lightspeed Rescue | Brain        | 1 aflevering   |
| 2001 | Walker, Texas Ranger             | Floyd Jessup | 1 aflevering   |
| 2003 | L.A. County 187                  | agent        | televisiefilm  |
| 2004 | Charmed                          | onschuldige  | 1 aflevering   |

### Stuntman
| Jaar      | Titel                    | Opmerkingen                                |
| --------- | ------------------------ | ------------------------------------------ |
| 1995      | Sherman Oaks             |                                            |
| 1996      | 7th Heaven               | stuntcoördinator                           |
| 1997-2001 | Buffy the Vampire Slayer | 19 afleveringen                            |
| 1998      | Perfect Assassins        | televisiefilm                              |
| 1999      | CHiPs '99                | televisiefilm                              |
| 1999      | The Strip                |                                            |
| 1999      | The Practice             | stuntdubbel Dylan McDermott / 1 aflevering |
| 2000      | The President's Man      | televisiefilm                              |
| 2001      | The Pretender 2001       | televisiefilm                              |
| 2001      | Scrubs                   |                                            |
| 2006      | General Hospital         | stuntdubbel Steve Burton / 1 aflevering    |